# Adamczycha
Adamczycha (prononciation : [adamˈt͡ʂɨxa]) est un village polonais de la gmina de Baranowo dans le powiat d'Ostrołęka de la voïvodie de Mazovie, dans le centre-est de la Pologne.
Il se situe à environ 8 kilomètres au sud de Baranowo (siège de la gmina), 21 kilomètres à l'ouest d'Ostrołęka (siège du powiat) et à 101 kilomètres au nord de Varsovie (capitale de la Pologne).
Le village compte une population de 49 habitants en 2021.

## Histoire
De 1975 à 1998, le village appartenait administrativement à la voïvodie d'Ostrołęka.